# Hustler (Boot)
Hustler (englisch, wörtlich: Drängler. Synonym für „Strichjunge“ o. „Abzocker“) war ein turbinengetriebenes Motorboot, mit dem der US-Amerikaner Lee Taylor 1967 einen absoluten Geschwindigkeitsrekord für Wasserfahrzeuge aufstellte.

## Das Boot
Hustler wurde von Richard Hallet aus Downey, Kalifornien als sogenanntes Hydroplane (nach dem Dreipunkter-Prinzip konstruiertes Rennboot) gebaut. Als Materialien für den Rumpf verwendete er Eiche, Birkensperrholz in Flugzeugqualität und Aluminium. Hallet entwarf und baute den sogenannten Air-Riding-Rumpf ohne aufwändige Planstudien für 82.000 US-Dollar. Die Rumpfverkleidung aus handgeformten Aluminiumblechen, die vom damaligen Hauptsponsor Harvey Aluminium gestellt wurden, erwies sich als sehr strömungsgünstig. Als Antrieb diente eine Westinghouse-J46-WE-8A-Turbojet-Turbine aus einer Chance Vought F7U mit 20,5 kN (10.000 PS) Schub.
Das Boot hatte eine Länge von 9296 mm, eine Breite von 2438 mm und eine Gesamthöhe von 1168 mm. Mit Kraftstoff und Fahrer wog Hustler 5000 pounds (2268 kg). In seinem Grund-Design ähnelte es dem sehr erfolgreichen Bluebird K7.

## Ausgangssituation
Der kalifornische Rennboot-Pilot Lee Taylor hatte im April 1964 erstmals versucht, den absoluten Water speed record („WSR“) aufzustellen. Während eines Testlaufs am Lake Havasu konnte er das Triebwerk nicht abschalten und stürzte mit über 200 km/h. Hustler wurde zerstört und Taylor schwer verletzt. Nach einem längeren Krankenhaus-Aufenthalt erholte es sich und baute in den folgenden Jahren sein Boot wieder auf. Im Herbst 1965 fuhr er zum Lake Mead, nur um von mechanischen Problemen bei diesem Versuch enttäuscht zu werden.
In dieser Zeit verlor Taylor seine Sponsoren und begann in der Rennboot-Szene als ein Möchtegern („Wannabe“) angesehen zu werden. Lee Taylor ging schließlich zu John Beaudoin, einem langjährigen Freund seines Vaters. Beaudoin, der in Compton (Kalifornien) im Reifengeschäft tätig war, erklärte später nichts über Boote zu wissen, aber Vertrauen in Lee selbst gehabt zu haben. Deswegen finanzierte er den letzten (erfolgreichen) Angriff auf den Rekord. Das Compton Youth Center war Cosponsor.

## Der Rekord
Am 30. Juni 1967 startete Taylor mit Hustler am Lake Guntersville einen neuen Rekordversuch, aber das Kielwasser einiger Zuschauerboote zerstörte durch Verwirbelungen die glatte, optimale Bedingungen bietende Wasseroberfläche, und zwang Taylor, seinen zweiten Lauf abzubrechen, sodass er nur eine Geschwindigkeit von 2 mph (3,2 km/h) erreichte. Später am selben Tag startete er einen weiteren Versuch und konnte mit einem Mittelwert von 285,22 mph (459,02 km/h) aus beiden Läufen einen neuen absoluten Water speed rekord aufstellen.

## Weitere Geschichte

### Das Boot
Hustler wurde später an Taylors Freund und Unterstützer Johnny Beaudoin verkauft, der es auch selbst fuhr. In den 1970er Jahren unternahm Beaudoin mit dem Boot Rekordversuche am Lake Isabella und am Lake Havasu in Nevada, konnte aber den bestehenden Rekord nicht übertreffen. Das Fahrzeug wurde dann 1977 von Jim Deist (einem bekannten Hersteller von Renn-Sicherheits-Equipement) und Bill Dunlap gekauft, die es in Captain Crazy umbenannten. Das Boot wurde zum Walker Lake in Nevada gebracht, wo es von der Stuntfrau und Landgeschwindigkeits-Rekordhalterin Kitty O’Neil gefahren wurde.
Es gibt Berichte, dass O’Neil einen "One-Way-Run" (also nur in einer Richtung) absolvierte, bei dem die Lichtschranken 275 Meilen pro Stunde anzeigten, aber es heißt weiterhin, das Boot war zu alt, zu schwer zu kontrollieren und zu beängstigend, um mit diesen Geschwindigkeiten zu fahren (‚too scary to drive at those speeds‘).

### Lee Taylor
1977 und 1978 übertraf der Australier Ken Warby mit Spirit of Australia zweimal Hustler's Bestleistung. Lee Taylor versuchte daraufhin, inspiriert durch die Rekorde von Blue Flame und Budweiser Rocket mit seinem neu aufgebauten, raketengetriebenen Boot Discovery II den Rekord zurückzuholen. Das 12 m lange Boot hatte ein umgekehrtes Dreipunktdesign, ähnlich dem Crusader von John R. Cobb, wenn auch mit deutlich größerer Länge.
Die ersten Testläufe mit dem Boot machte Taylor auf dem Walker Lake in Nevada, aber seine Sponsoren forderten für die eigentlichen Rekordversuche einen leichter erreichbaren Ort. Daher wechselte Taylor zum Lake Tahoe. Ein Rekordversuch wurde für den 13. November 1980 angesetzt, aber als sich die Bedingungen auf dem See an diesem Tag als ungünstig erwiesen, entschied sich Taylor gegen einen gezeiteten Lauf. Da er aber die versammelten Zuschauer und Medien nicht enttäuschen wollte, beschloss er stattdessen, einen Testlauf durchzuführen. Bei 432 km/h begann Discovery II instabil zu werden.
Es wurde spekuliert, dass Discovery II eine querlaufende Welle oder Treibgut getroffen haben könnte. Die letztendlich auslösende Ursache konnte nicht gefunden werden. Eventuell führte die zu schwache Konstruktion der seitlichen Schwimmausleger (Pontons) des Bootes dazu, dass der linke Schwimmer abriss, sich das Boot überschlug und auf dem Wasser zerschellte. Der Rumpfabschnitt mit Taylors Körper wurde erst drei Tage später gefunden und geborgen. Das Cockpit, das als Überlebenszelle konzipiert war, war nicht wie beabsichtigt geschwommen und Taylor ertrank infolgedessen.